# 중국장수도롱뇽
중국장수도롱뇽(영어: Chinese giant salamander, 중국어 간체자: 中国大鲵, 병음: zhōngguódàní, 학명: Andrias davidianus 안드리아스 다비디아누스[*])은 현재 세계에서 가장 큰 도롱뇽이며, 드물지만 최대 몸길이는 180센티미터나 된다. 와와어나 와와위 중국의 산악지역의 개울 및 호수에 분포하며, 서식지 감소, 환경오염, 남획 때문에 상태가 위급한 것으로 평가되고 있다. 먹기도 하지만 한약으로 쓰이기도 하며, 타이완에서의 기록은 들여온 것일 수도 있다. 점액은 화상을 치료하는 약재이기 때문에, 전설에 따르면 불을 끄는 동물이라고 되어 있으며, 수명이 100년 정도이지만, 300년이 넘는다는 말도 있다.